# Alsodes norae
Alsodes norae, conocida como rana de pecho espinoso de Oncol, es una especie de anfibio anuro de la familia Alsodidae.

## Distribución geográfica
Esta especie es endémica del Parque Oncol en la provincia de Valdivia en la Región de Los Ríos en Chile. Se encuentra en los bosques templados de Nothofagus en la cordillera de la Costa.

## Conservación
Un estudio científico de 2023 predijo que, de continuar la actual tendencia climática, esta especie vería reducido su rango de distribución, amenazando seriamente su supervivencia.